# Wajkuntha

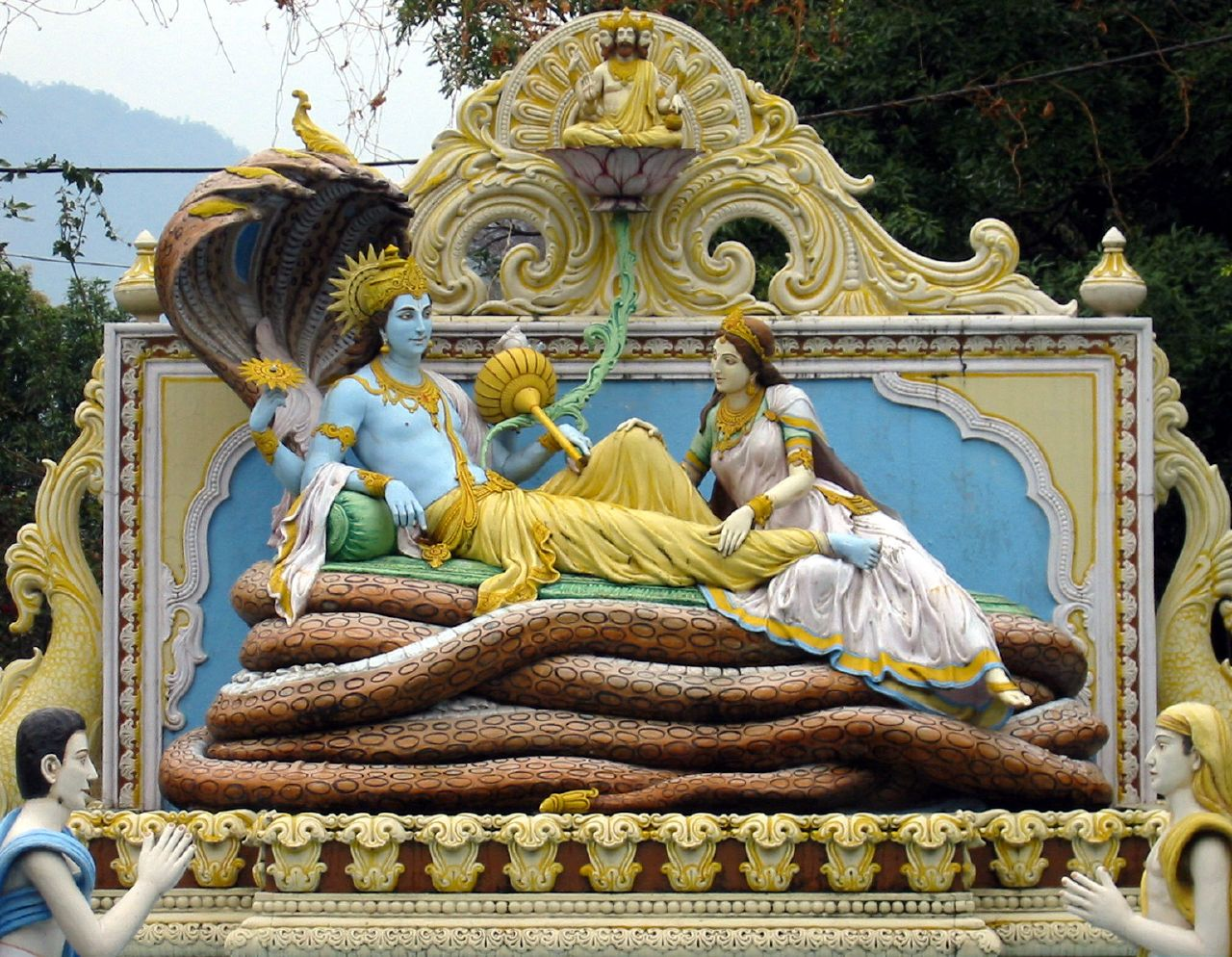
Przedstawienie Wisznu i Lakszmi

Wajkuntha (dewanagari वैकुंठ, trb. vaikuṇṭha, też wajkuntha-swarga,
wajkuntaloka, świat Wisznu) – subtelny wymiar egzystencji po śmierci lub sfera w zaświatach w hinduizmie, pozaziemskie królestwo boga Wisznu.

## Wisznuizm
W tradycji wisznuickiej niebiańska siedziba Wisznu, rodzaj raju, którego osiągnięcie stanowi cel życia wisznuitów. Niekiedy mianem „Waikuntha”, „Waikuntha-natha” określa się samego Wisznu. Wajkuntę opływa rzeka Wiradź.

### Ikonografia
Wisznu przedstawiany jest zazwyczaj siedzący na wężu Śesza (Ananta) i pod parasolem, którego rączka stanowi symbol góry Meru, osi wszechświata.